# Nepetinae
Nepetinae, podtribus usnatica, dio tribusa Prunelleae. Pripada mu 4 roda; po nekima 15 rodova

## Rodovi
1. Nepeta L. (290 spp.)
2. Kudrjaschevia Pojark. (5 spp.)
3. Drepanocaryum Pojark. (1 sp.)
4. Marmoritis Benth. (5 spp.)

Po nekim autorima podpleme Nepetinae dio je tribusa Mentheae sa 15 rodova:
1. Agastache 22)
2. Cedronella 1)
3. Dracocephalum 74)
4. Drepanocaryum 1)
5. Glechoma 8)
6. Heterolamium 2)
7. Hymenocrater 12)
8. Hyssopus 7)
9. Kudrjaschevia 5)
10. Lallemantia 5)
11. Lophanthus 22)
12. Marmoritis 5)
13. Meehania 7)
14. Nepeta 255)